# Эльдарханов, Аднан Саидович
Аднан Саидович Эльдарханов (род. 21 ноября 1953, Канабек, Алма-Атинская область) — доктор технических наук, профессор Грозненского технического университета, Академик Российской экологической академии. Является генеральным директор научного центра «Новейшие материалы и технологии». Лауреат премии Правительства Российской Федерации в области науки и техники.

## Биография
Родился Аднан 21 ноября 1953 года в селение Красный Восток Каратальского района Талды-Курганской области Казахской ССР. C 1959 года учился в Беной-Веденской восьмилетней школе. В 1969 году окончил среднюю школу № 7 Урус-Мартана Чечено-Ингушской АССР.

### Карьера
В 1975 году окончил механический факультет Грозненского нефтяного института по специальности «Машины и оборудование нефтяных и газовых промыслов».
В период с 1975 по 1980 годы работал на производственных предприятиях от помощника дизелиста до главного механика и главного энергетика, в городах Воткинск, Удмуртской АССР и в г. Чечено-Ингушской АССР.
С сентября 1980 года по декабрь 1994 года работал в ГНИ — инженером НИСа, мл.научным сотрудником, аспирантом, с.н.с., ассистентом, доцентом.
В 1985 году в Институте физики твердого тела АН СССР Аднан защитил кандидатскую диссертацию, а в 1996 году уже — докторскую диссертацию в Физико-технологическом институте металлов и сплавов НАН Украины в городе Киев.
В 1996 году был избран членом-корреспондентом Российской экологической академии (РЭА), а в избран 1999 году — академиком РЭА.